# Dommartin (Ródano)
Dommartin é uma comuna francesa na região administrativa de Auvérnia-Ródano-Alpes, no departamento de Ródano. Estende-se por uma área de 7,22 km². Em 2010 a comuna tinha 2 673 habitantes (densidade: 370,2 hab./km²).